# 狮子庙镇
狮子庙镇，是中华人民共和国河南省洛陽市栾川县下辖的一个乡镇级行政单位。

## 行政区划
狮子庙镇下辖以下地区：
狮子庙村、南沟门村、罗村、许沟村、五肩头村、朱家村、白石岩村、王府沟村、朱家坪村、红庄村、山前村、张岭村、山岔村、西羊道村、东羊道村、坡前村、三官庙村、孤山村、长庄村、瓮峪村和三联村。